# Libor Krejcar
Libor Krejcar (22. srpna 1961 Hořice – 8. července 2022) byl český sochař a řezbář, autor hudebních textů a básník.

## Život
Libor Krejcar v letech 1976–1979 absolvoval obor řezbářství v Učňovské škole umělecké výroby podniku Umělecká řemesla Praha. V době tuhé normalizace vědomě rezignoval na studium na vysoké škole, aby si uchoval nezávislost, a pracoval jako umělecký zpracovatel dřeva u firmy Petrof v Hradci Králové. Poté byl zaměstnán jako restaurátor dřeva ve Státním památkovém ústavu v Pardubicích (1980–1987) a v Bytovém podniku v Pardubicích (1987–1990). Od konce 70. let se přátelil s Ivanem Martinem Jirousem a pohyboval se v prostředí undergroundu a Křižovnické školy čistého humoru bez vtipu, kde se stýkal s Karlem Neprašem a Janem Steklíkem. První výstavu měl roku 1985 v pardubickém PKO. Roku 1987 vystavoval v Committee on the Visual Arts, Massachusetts Institute of Technology, USA. Od roku 1988 žil a pracoval v Heřmanově Městci.
Od roku 1990 se věnoval volné tvorbě. Působil také jako autor a recitátor textů, výtvarník, tvůrce ruchů a hráč na saxofon v undergroundové kapele Tamers of Flowers (Krotitelé květin).
Publikoval v časopisech a novinách Vokno, Revolver Revue, Voknonoviny, Unijazz, Playboy, Reflex, Xantypa, Art+Antiques, Lidové noviny, MF Dnes, Právo, Hospodářské noviny, Instinkt, Atelier, Revue Box, His Voice, Divadelní noviny, Svobodné slovo, Uši a vítr, Rock&Pop, Týden. Je zastoupen v antologii poezie druhé generace undergroundu U nás ve sklepě (Edice Revolver Revue, 2013). V roce 2017 mu byla udělena jako prvnímu Cena Petra Bohunovského (básníka a mecenáše umění).

## Dílo

### Sochy
Zvolený způsob existence v prostředí undergroundu se odrazil i v Krejcarově tvorbě, která se nezabývá aktuálními tendencemi výtvarného umění, ale uchovala si drsnost i sentiment a tvrdost i něhu normálního života. V 80. letech se jeho ústředním tématem staly figury koček – Pantherie. Inspirací k nim byly lidové varianty Sfingy, kdysi zdobící vjezdy do hospodářských dvorů na vesnici, nyní většinou rozpadlé, s trčící armaturou. Dokonale řezbářsky provedené sochy, sestavené z transparentního pravidelného dřevěného rastru, vznikaly postupně v průběhu deseti let od roku 1982. Monumentální symboly nebyly dobovou aktualitou, ani pokusem křísit poselství zaniklých civilizací, přestože individuální ztvárnění každé z devíti soch může být vnímáno jako odkaz k egyptské a asyrské kultuře nebo k baroku. Krejcar v nich řeší především problémy formy a dokonalého technického zpracování dřeva. Finální podoba autonomního plastického díla je projektem designéra, které v českém prostředí nemá žádné paralely. Sochy jsou vytvořeny v dřevěném bloku a zdobené prořezávaném geometrickým rastrem (Pantheria 1986), vybudovány jako precizně sestavený vnější mřížový skelet obrysu figury (Pantheria 1988–1994, 1996, 1997), nebo – jako reminiscence baroka – ozdobeny klasickým řezaným a zlaceným ornamentem (Pantheria-Florentina, 1994). Kočka věnovaná Magorovi je v upomínce na jeho věznění zdobena tetováním (Magorova Valdická kočka, 1983–89).

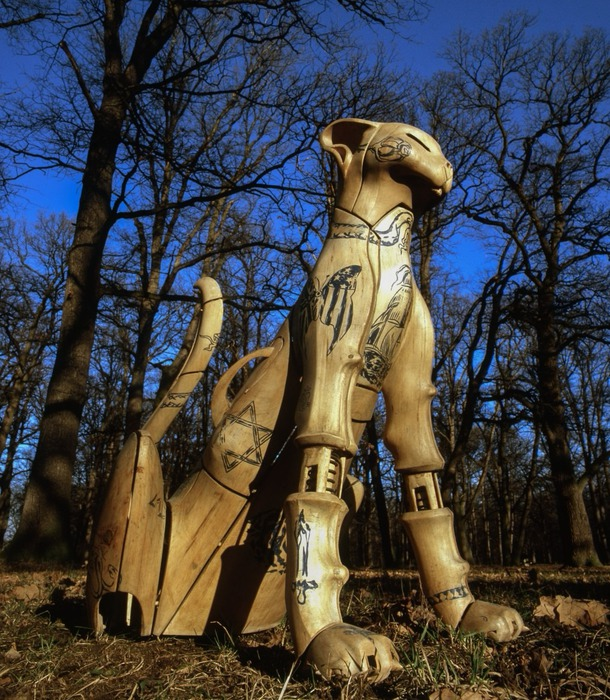
Magorova Valdická kočka, dřevo, 96 cm, 1983–1989
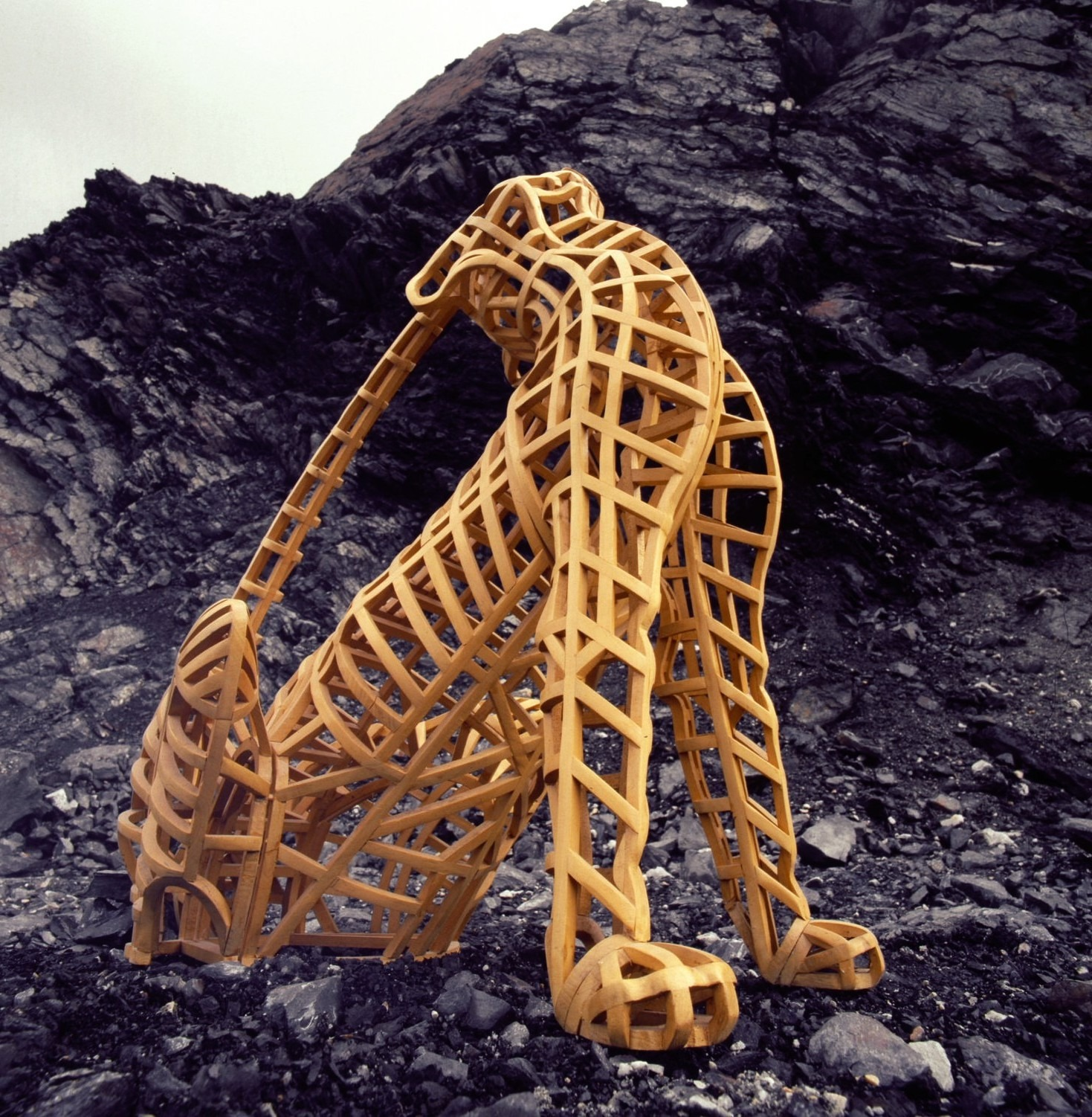
Pantheria III, 96 cm, 1988–1994
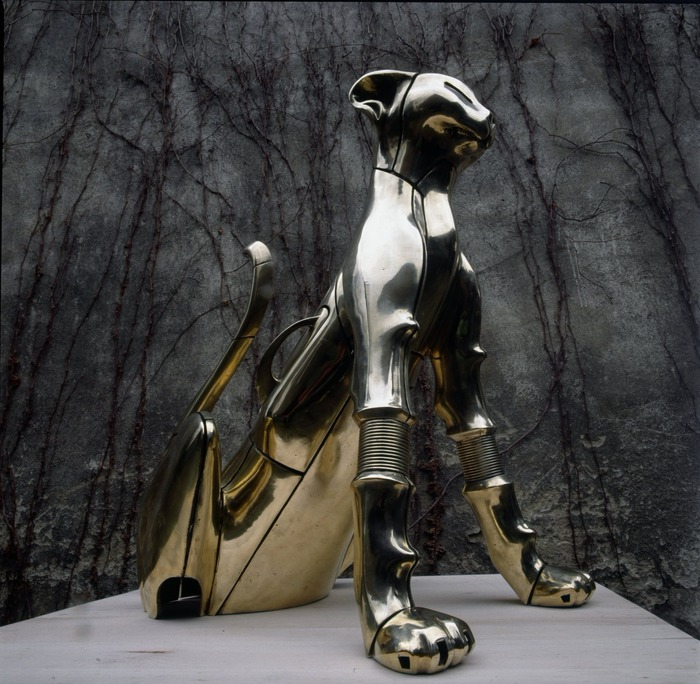
Pantheria, kov 96 cm, 1999
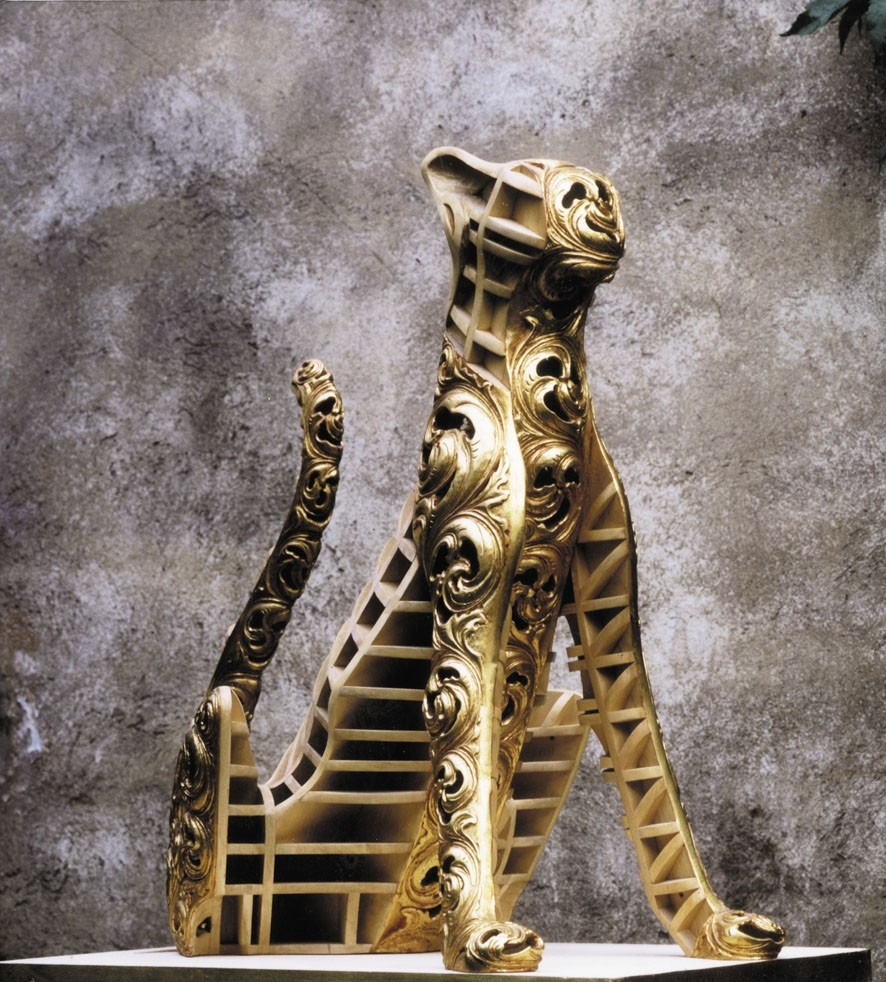
Pantheria-Florentina (3), bronz, výška 96 cm, 2010

Krejcar vytváří ve dřevě zcela svébytný a moderní design (Šachy, 1988) a využívá výtvarnou kresbu exotického dřeva (Šachovnice pro Marcela Duchampa, 1988). Sochařovo zaujetí dokonalým přírodním tvarem prozrazují i majestátní dvoumetroví dřevění Rejnoci (1995). V Krejcarově tvorbě se odráží jeho křesťanská víra, ale tradiční figury pojímá velmi střídmě a přetváří je v moderní design, v němž se jako jediný symbol uplatňuje motiv kříže (Dvanáct apoštolů, 1992, dřevo, 120 cm).
Kočky se i v dalších letech staly centrálním motivem Krejcarova výtvarného díla. Některé si uchovávají dravý výraz šelmy s vyceněnými zuby, jiné jsou zobrazeny jako andělská stvoření s křídly, další drží nebo ochraňují významotvorné atributy a mají nezúčastněný výraz ve kterém lze číst inspiraci kresbami Louise Waina nebo sci-fi maskou Dartha Vadera z Hvězdných válek, Součástí cyklu Lesní hřbitovy jsou hlavy koček, v nichž sochař kombinuje sádrovou sochu s nalezenými částmi koster a dřevo (Pantheria/Hlavy, 2003–2004). Cyklus monumentálních kočičích soch uzavírají Pantheria-Strážci (2005). S cyklem lesní hřbitovy souvisejí i mimořádně expresivní odlitky mrtvých a vysušených potkanů z Jirousova statku (cyklus Magorovi strážci, 2002), které použil k ilustraci jeho knihy Rok krysy.
Série Madony a sloupy (2013) jsou hladce modelované monumentální sochy koček v sádře a porcelánu, stylizované jako strážci. Některé kočky jsou koncipované jako relikviáře, nasvícené zevnitř a ukrývající pozůstatky mrtvých zvířat. Krejcar tak tragickému konci dává nový smysl a nutí citlivého pozorovatele přemýšlet o pomíjivosti, smyslu života, o jeho počátku i konci. Kočky-Madony jsou antropomorfní bysty, které se modlí nebo drží v náručí nejrůznější symboly – ptačí hnízdo, lebku, kostru zvířete, mumifikovanou egyptskou kočku. V jiné sérii koček (Pantheria-navždy spolu, 2012, cyklus Strážci, 2012) Krejcar užívá plastický design s žebry, kterými připomíná litinové sochy Karla Nepraše.

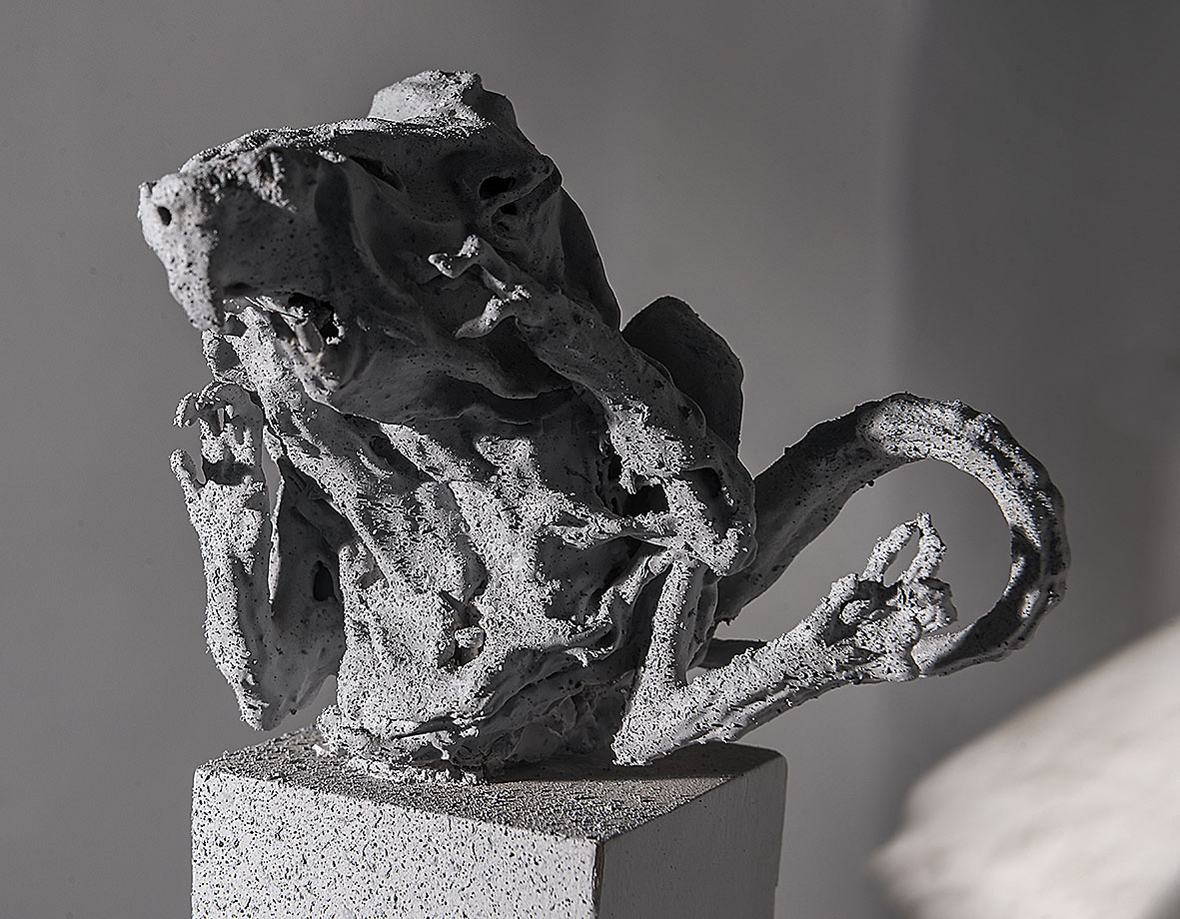
Z cyklu Magorovi strážci, 2002
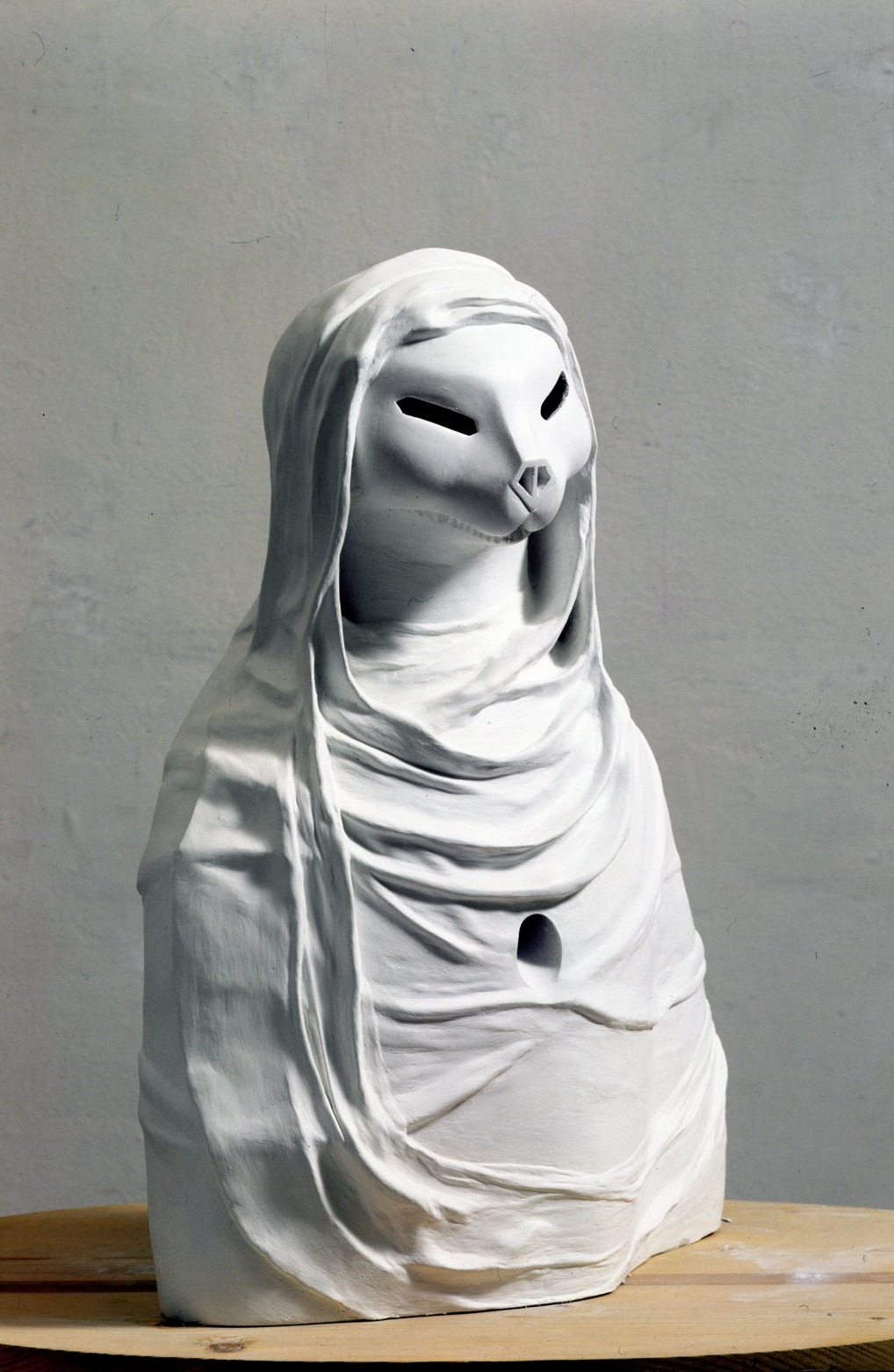
Pantheria (Madonny)– z cyklu Lesní hřbitovy (I) 2007
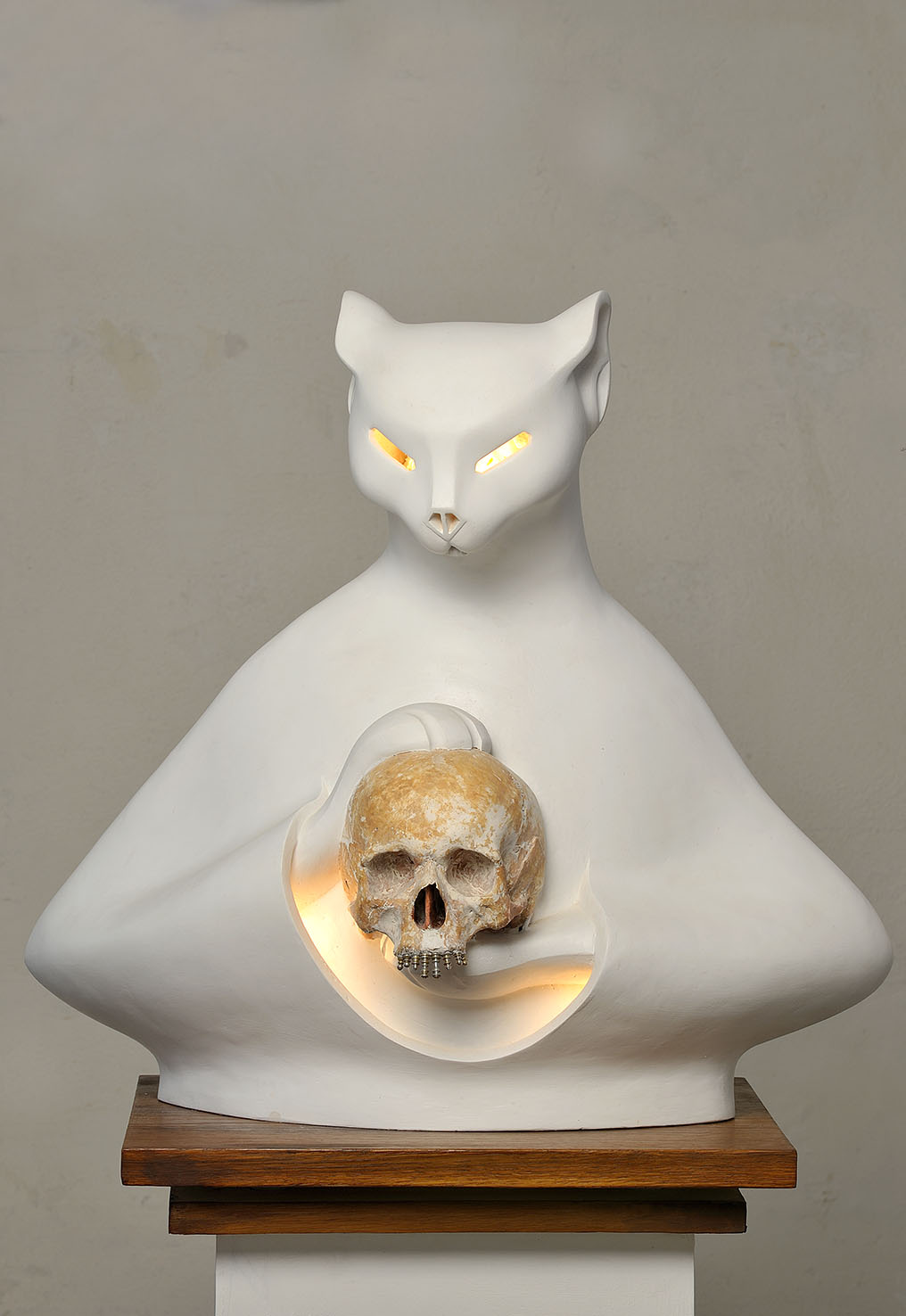
Z cyklu Madony (II) 2008
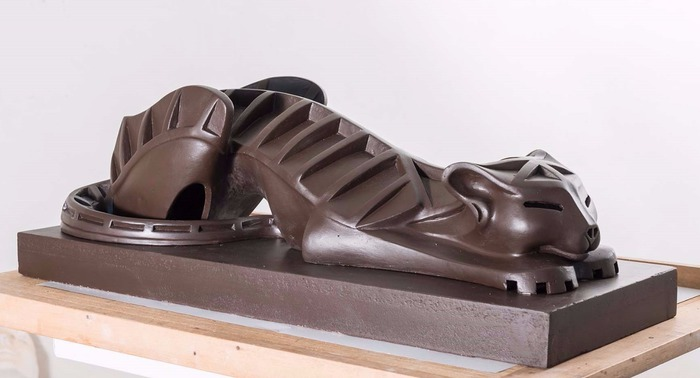
Pantheria – z cyklu Strážci (IV.) 2012

Kromě dřeva a sádry pracuje Krejcar také s kovem, do něhož převedl některé sochy koček (Pantheria, 1989, 1997–98) i ženskou figuru stylizovanou jako kočka (Ema, bronz, 1996). Koncem 80. let tvořil Krejcar kovové ploché reliéfní siluety hlav, kterými se otevřeně hlásí k inspiraci litinovými hlavami Karla Nepraše (Etue pro Naďu P. a Karla K., 1988–1989). Krejcarův originální přínos k dědictví dadaismu s názvem Sen zubní laborantky-Partie pro Marcela Duchampa (polychromované dřevo, 1988, kov, 1989) představuje lidský chrup se šachovými figurkami místo zubů. Kulové hlavy Plivačů ohně (1990), odlité ze sádrového modelu a spojené šrouby, upomínají masky vyřezané z tykví pro svátek Halloween a jsou snad určeny k zapálení ohně uvnitř.

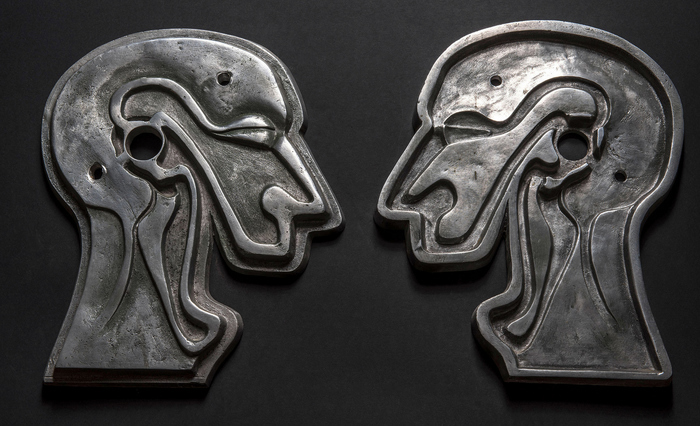
Etue pro Naďu P. a Karla K., 1988–1989
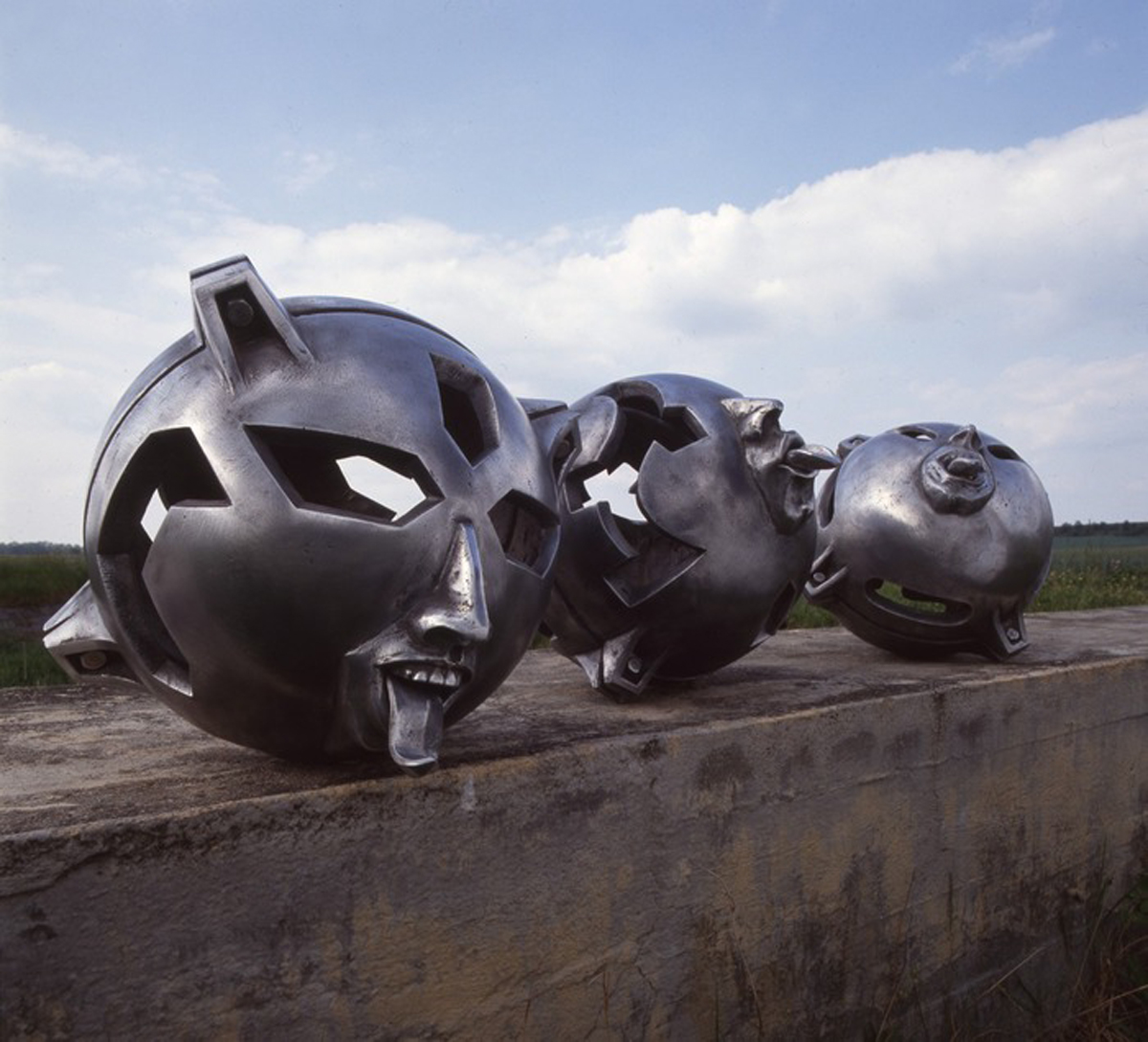
Plivači ohně, 1990
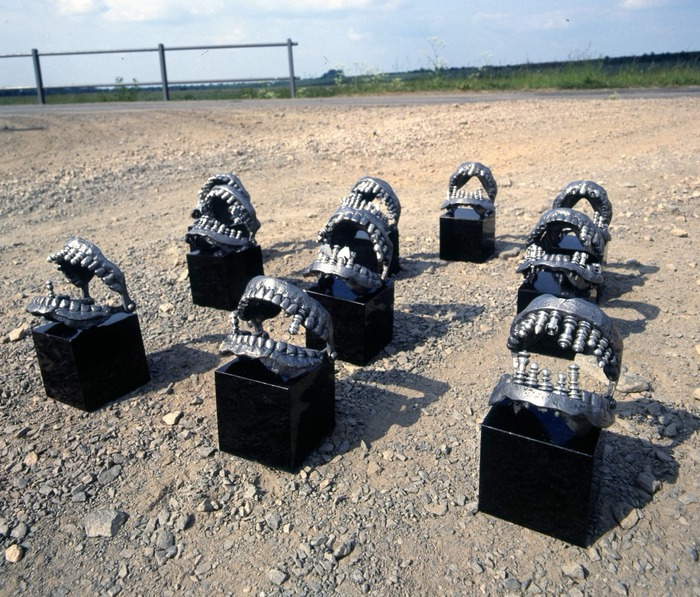
Sen zubní laborantky – Partie pro Marcela Duchampa, 1991
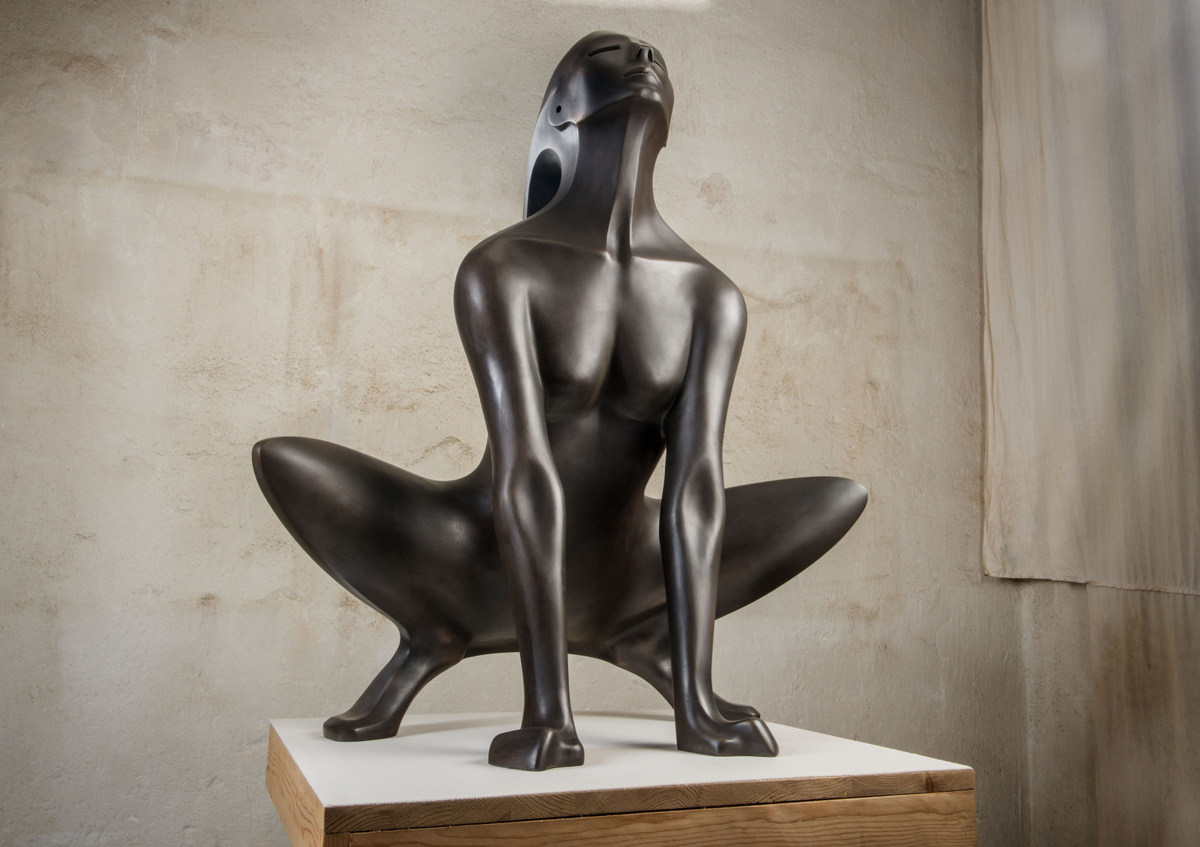
Emma, bronz, 2014

Z kovových odlitků torza lidské figury Krejcar sestavil vlastní verzi Kalvárie i Padlého anděla-ryby (který ale nese název Konec myslivosti v Čechách). Sochy lotrů jsou pokryty tetováním, které odkazuje k vězeňskému folkloru a životu na okraji společnosti, ale zároveň představuje primitivní symboly svobody. Jiný odlitek lidského torza využívá kaligrafické zdobnosti hebrejského desatera a jeho název se vztahuje zároveň k Ráji i k oblíbené místní hospodě (V zahradě Eden, 1990–1994). Cyklus Veraikony jsou reliéfní plastiky, v nichž je potlačena expresivita Venroničiny roušky a abstrahovaná tvář je nahrazena mřížkou z polychromovaného a zlaceného dřeva nebo kovu. Mřížka spíše odkazuje ke geniu loci Heřmanova Městce, který je spjat se sochou sv. Vavřince a jeho atributu – roštu. Do něj je prolnut motiv křesťanského kříže a vržený stín vytváří na podložce svébytnou kresbu. Podobně jako v jiných Krejcarových dílech, je možné číst skryté významy Veraikonu také jako šermířskou kuklu, vězeňskou mříž či konstrukci ochraňující cenný obsah (jako v případě Sekalových schránek).

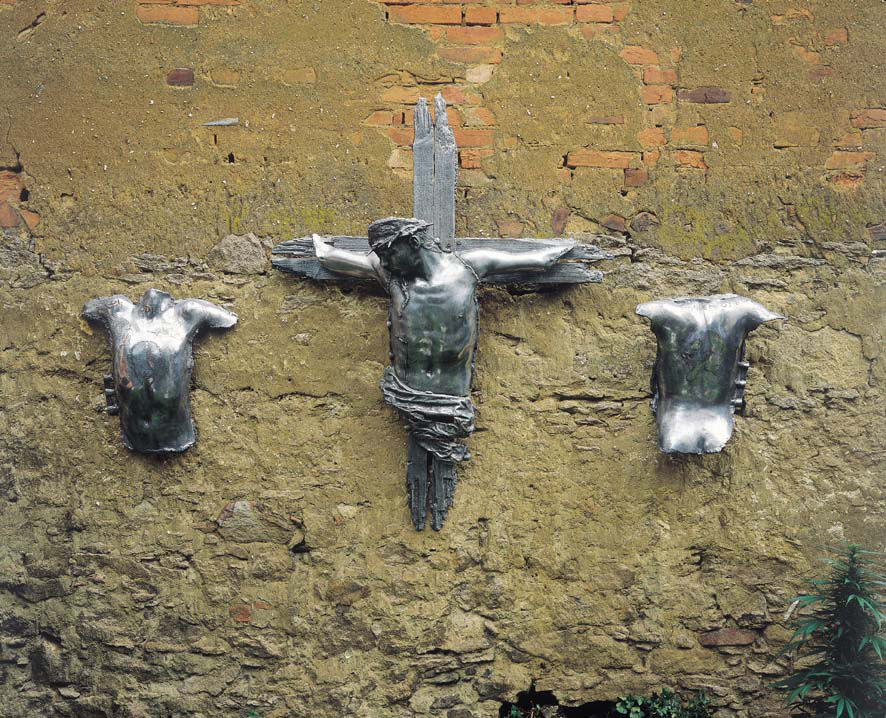
Ukřižování, kov v. 80 cm, 1990–1994
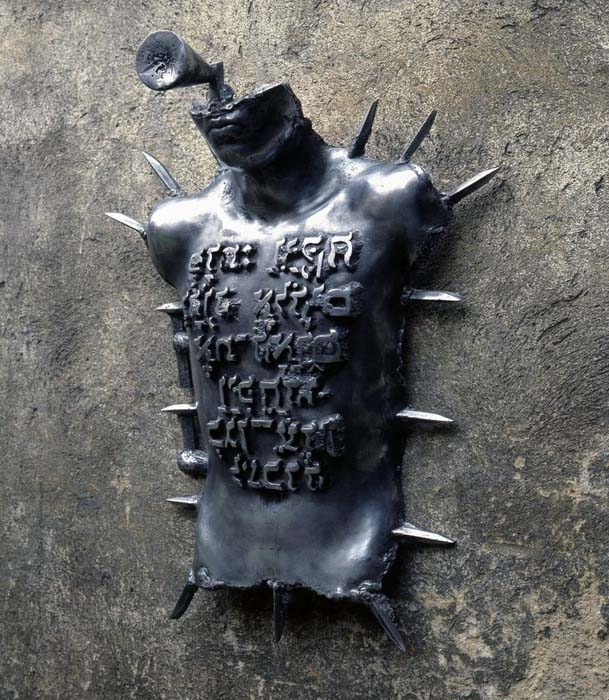
V zahradě Eden, kov 80 cm, 1990–1994
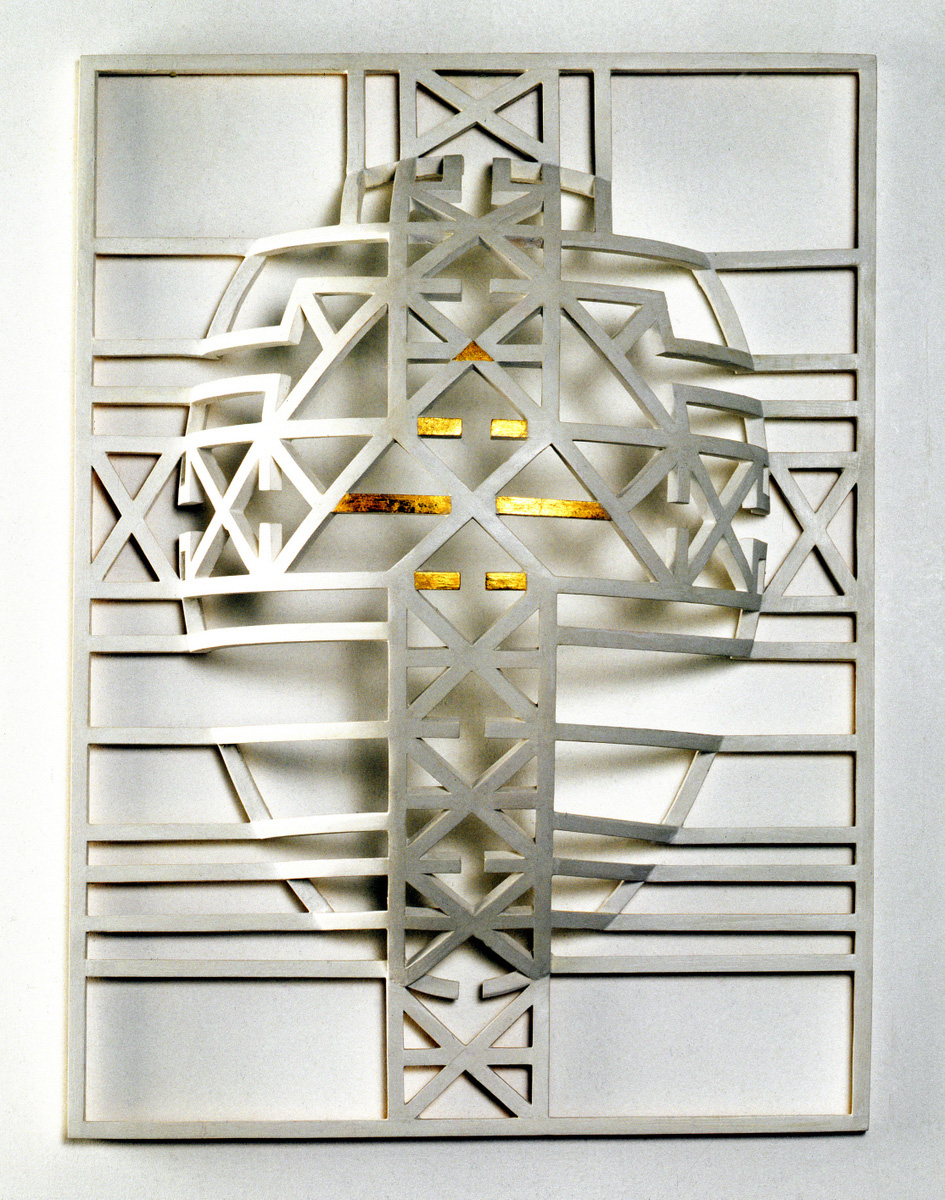
Z cyklu Veraikon (III) 1998
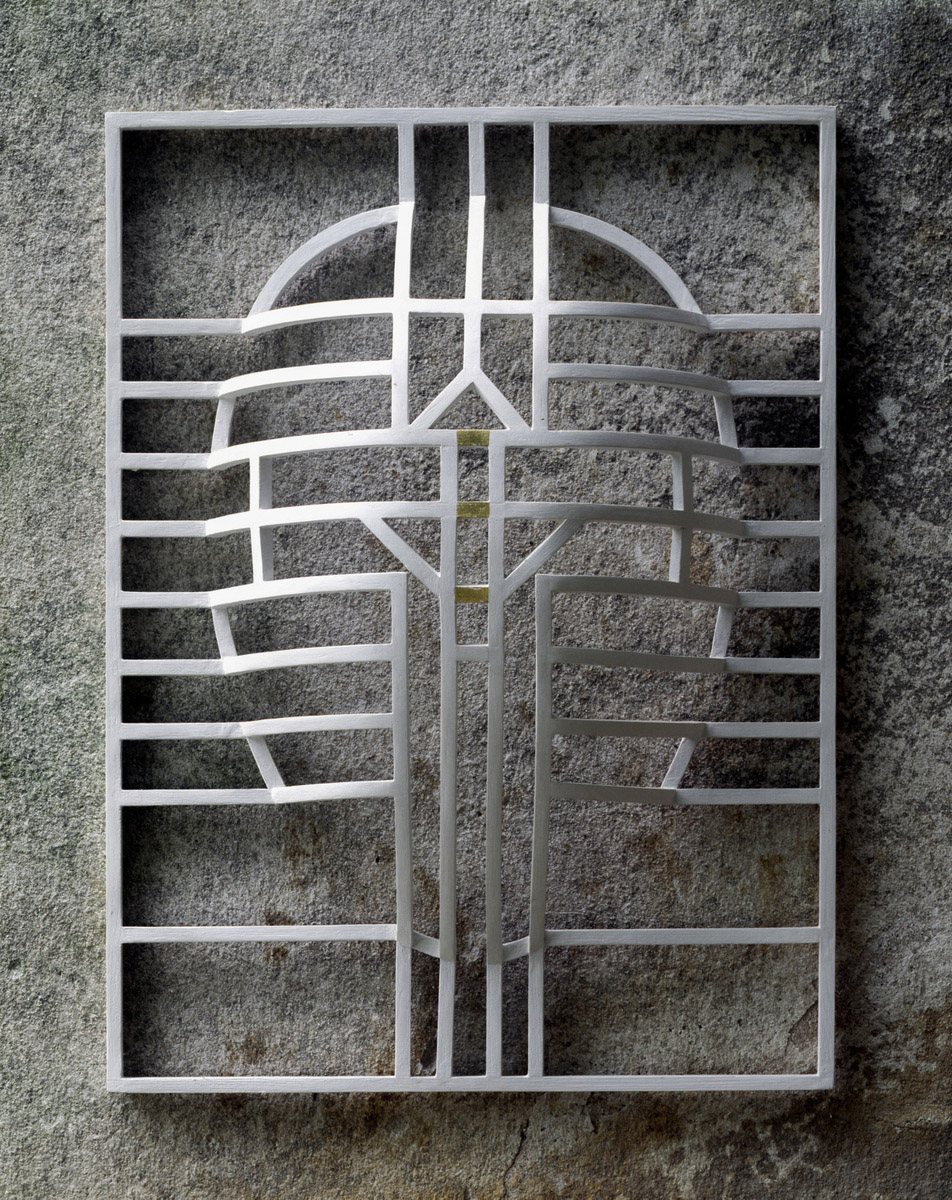
Z cyklu Veraikon (VIII) 1998

### Sypané obrazy a znakové kresby
Mládí prožité v maloměstském prostředí Heřmanova Městce a v marasmu normalizace přivedlo Krejcara ke zdánlivě nesouvisející abstraktní tvorbě, při níž využívá dřevěný odpad i kontrastně zbarvené přírodní materiály nebo popel a skládá je do vrstev mezi skleněné tabule v kovových rámech. Sochařský odpad již předtím použil jako výplň skleněných soklů pro sochy koček. Od roku 1997 začal vytvářet sérii Krajiny těla, která vizuálně připomíná řezy geologickými vrstvami. Tvůrčí proces recyklace materiálu kalkuluje s nahodilostí a je v něm latentně přítomen prvek („křižovnického“) humoru, ale výtvarný účinek nepostrádá monumentalitu (Krajina kolem Heřmanova Městce, podzim 1999).
Dřevěné piliny, kombinované s grafitem a popelem jsou také materiálem pro křehké abstraktní znakové kresby v cyklu Dopisy (1997). Jiný druh kresby představují grafické a dotykové znaky lidské intimity, které jako Krajiny těla vytvářel od poloviny 80. let. Později je provedl jako ryté „záznamy“ křivek nekonkrétní a přesto čitelné tělesnosti v dřevěných deskách (Krajiny těla, 1997–1998) a jako drobné zlacené dřevěné reliéfy (Krajiny těla I–X, 1998–1999).

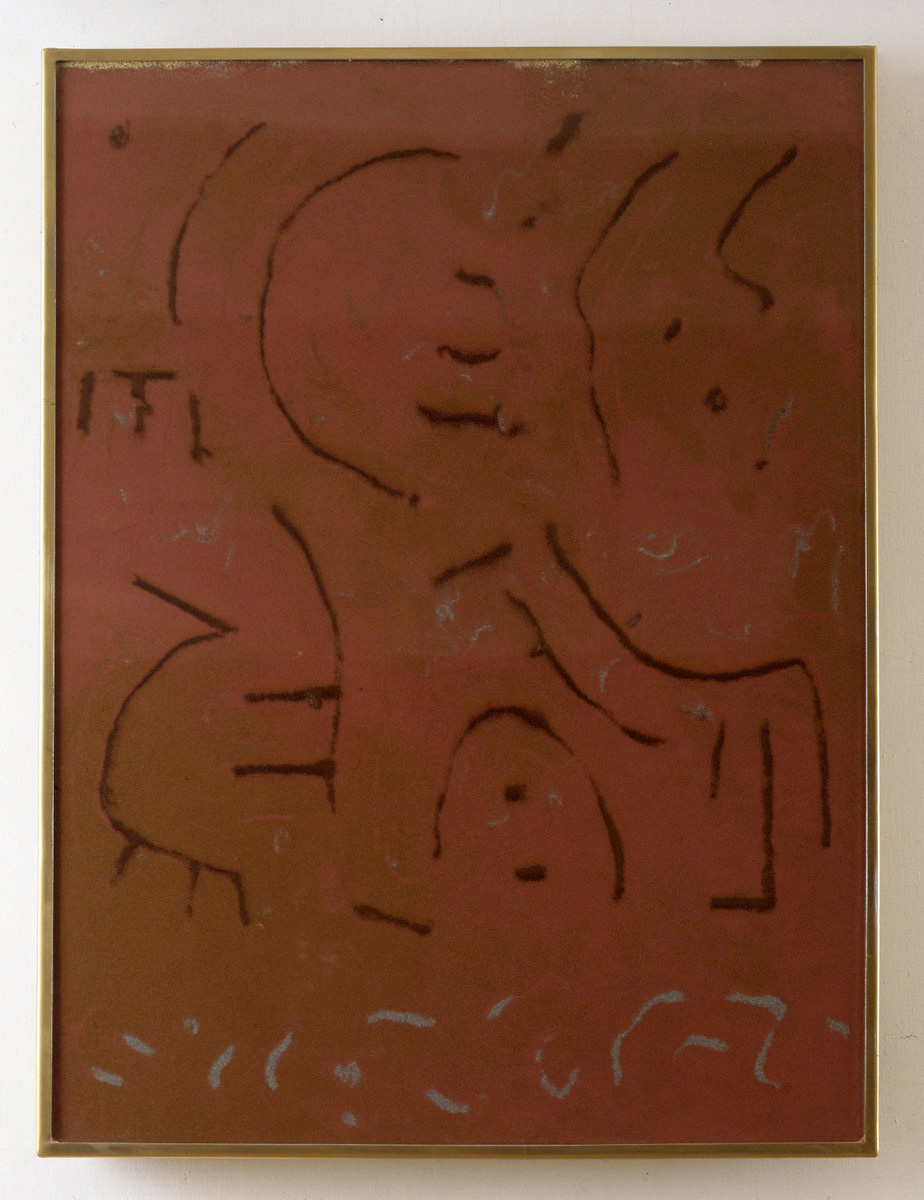
Z cyklu dopisy (I) 1997
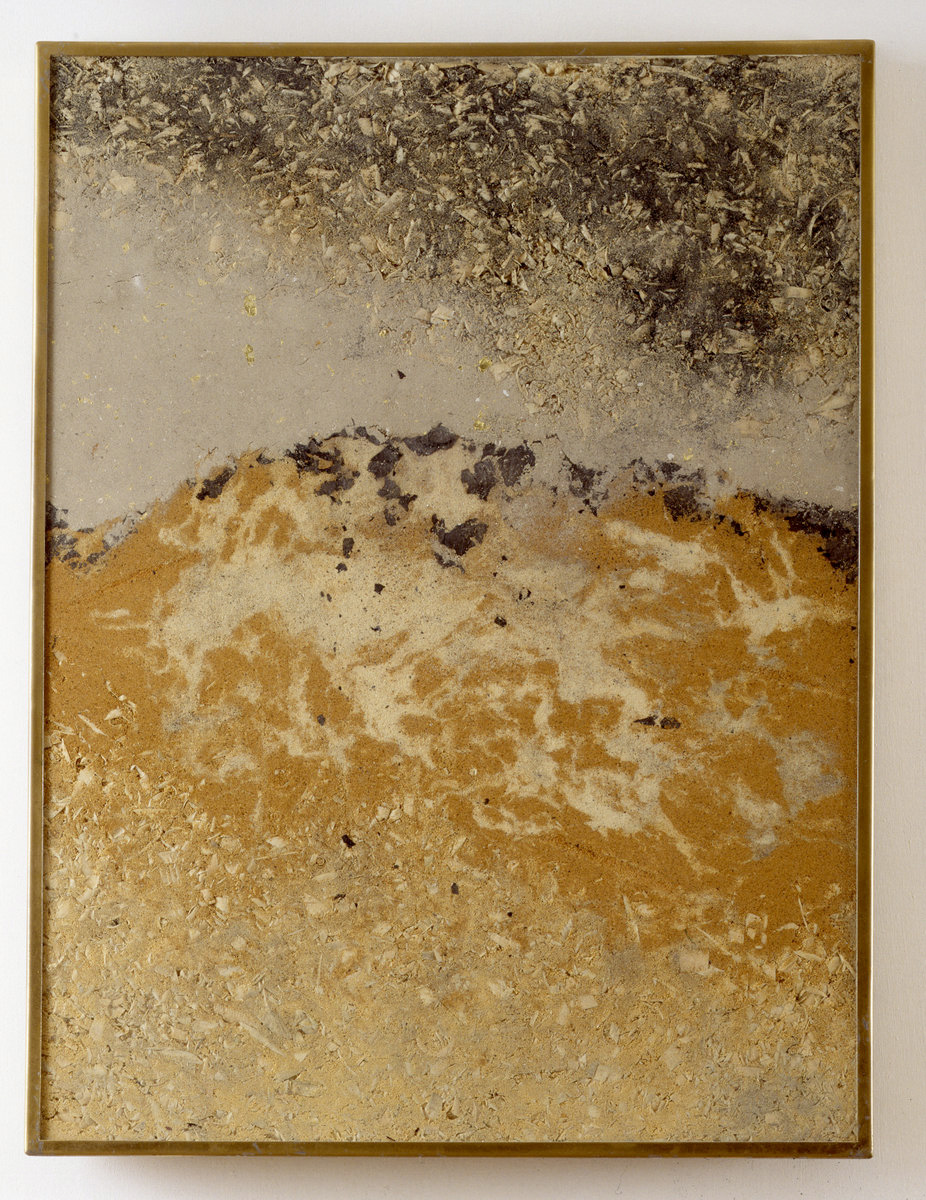
Z cyklu Sypané obrazy, Krajina (XXVII) 1998
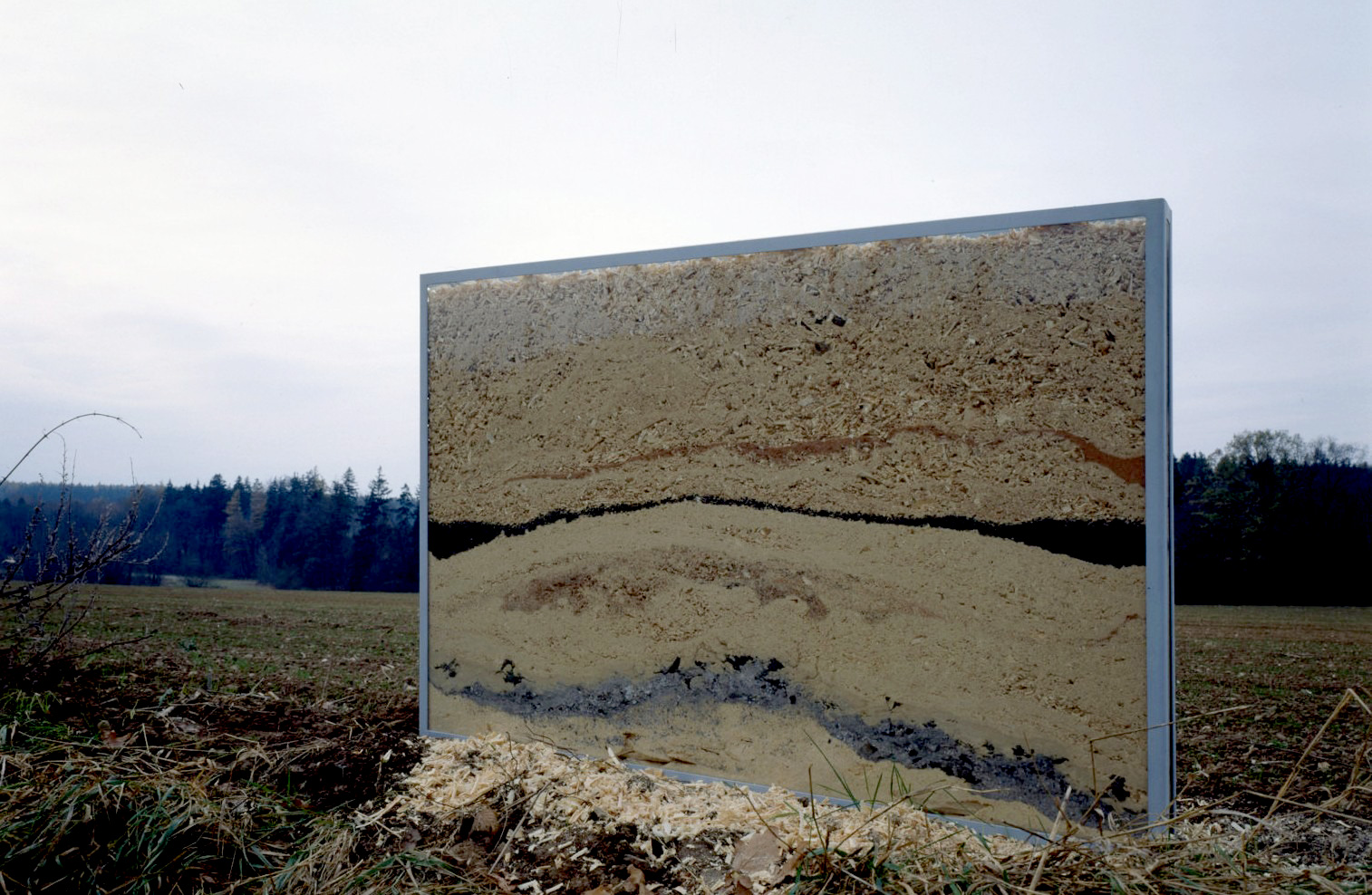
Z cyklu Sypané obrazy, Krajina kolem Heřmanova Městce I, 1999
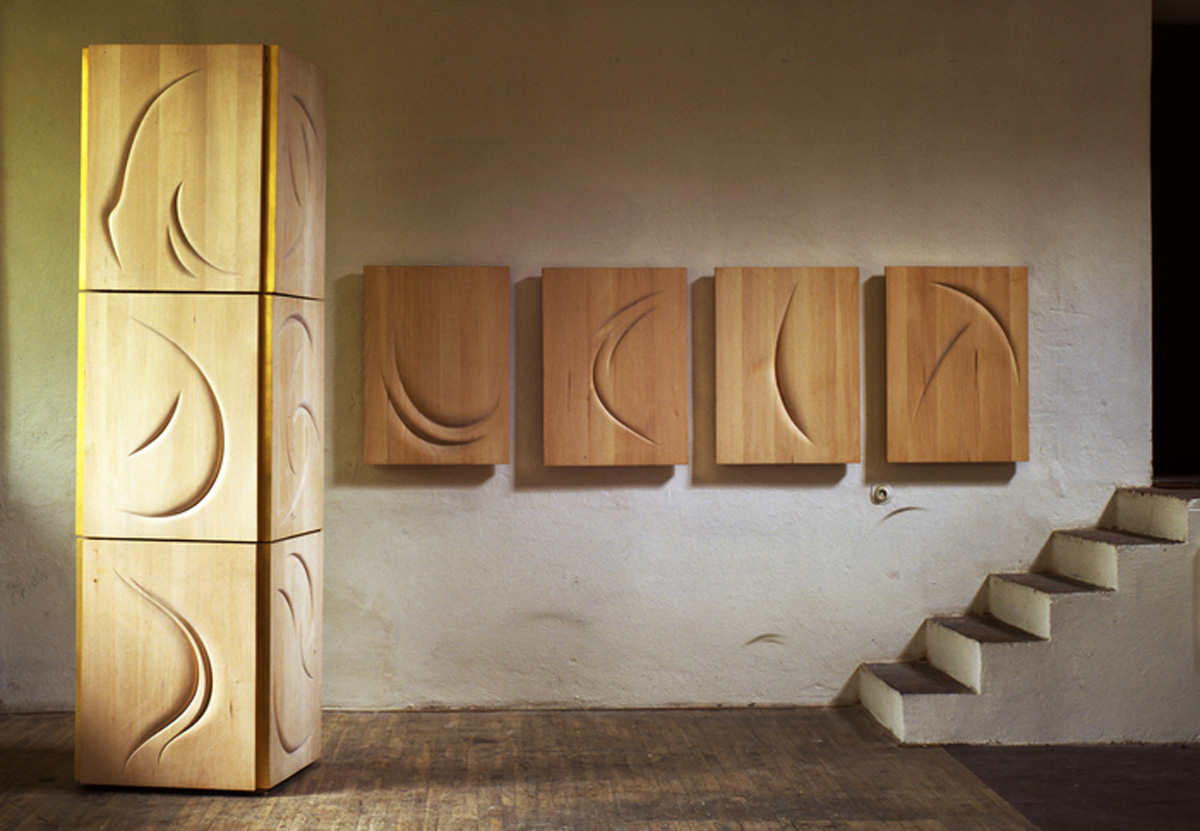
Krajiny těla I. – VIII., 1997–1998

### Koláže a kresby
Hlavy koček užil autor jako podklad pro své prostorové koláže. Autokoláže kočky z plakátu k autorově výstavě se staly součástí sbírky Pražské plynárenské. Pro Jirousovu sbírku Akrostichy vytvořil Krejcar sérii kolážovaných andělských křídel. Materiálem byly poznámkami popsané stránky ze sešitu, některé pomačkané a poznamenané skvrnami různých tekutin, které vytvořily působivé abstraktní obrazce.
Krejcar často užívá jako podklad kreseb zmačkaný papír obarvený čajem nebo fotografie vlhkých a oprýskaných zdí. Kromě kreseb kočičích hlav a soch Pantherií nalézá, podobně jako Ladislav Novák, spontánně vzniklé podoby kočičích či lidských tváří, které dokresluje. Některé byly užity jako ilustrace Jirousových básní.
V cyklu Krajinou výčepu jsou kresby v dubové dýze vypáleny žhavým drátem. Krejcar tvoří kresby také technikou pálení za pomoci zápalných šňůr a oheň vnímá jako očistný živel. Pro cyklus Tváře ohně (2000) (Hlavy, Tváře svícnu, Zvířecí bestiář, Horizonty), který byl původně zamýšlen jako konceptuální projekt přímo na stěně vápencového lomu, použil nakonec lepenkové kartony.

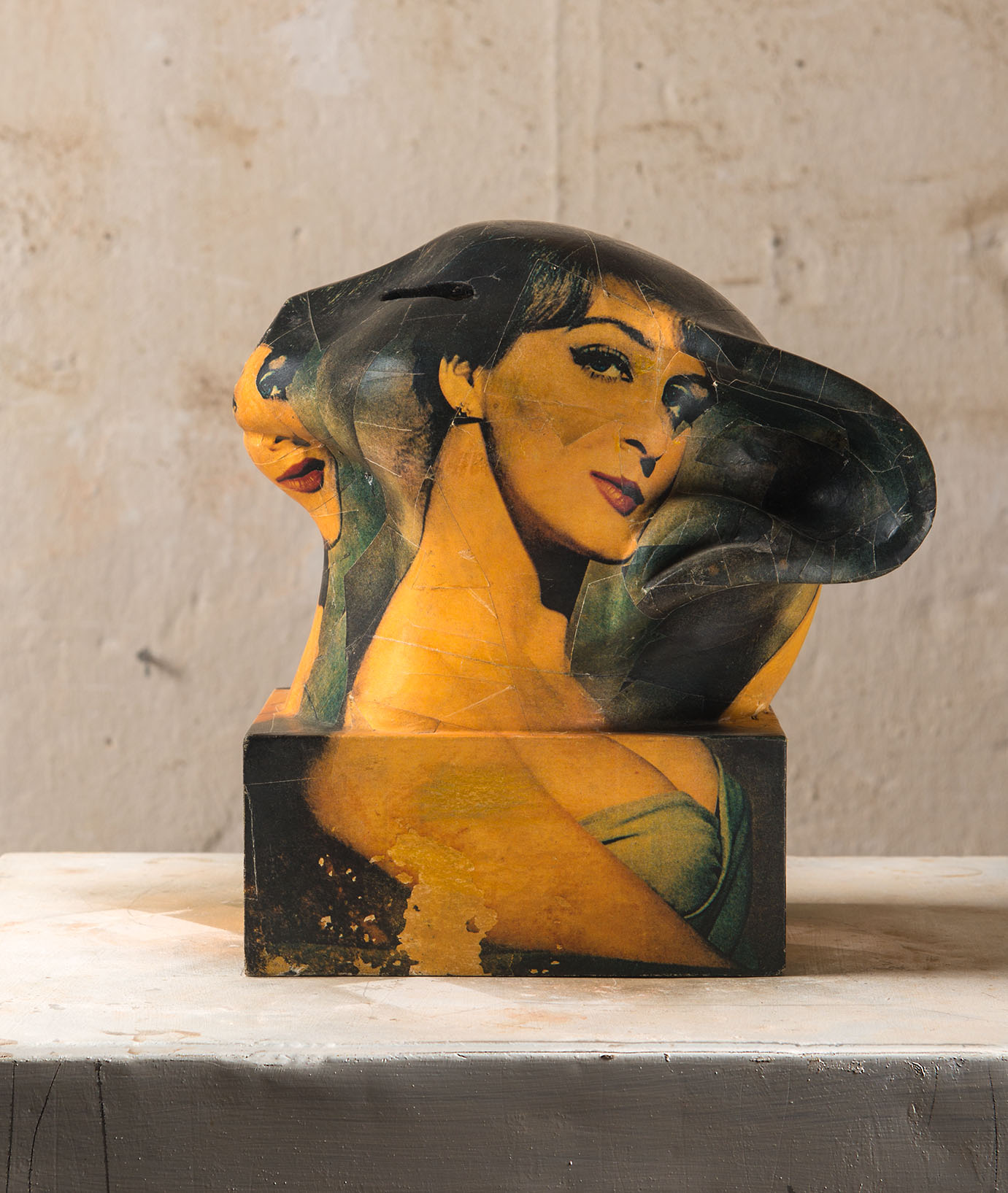
Pantheria (Hlavy) – tapetáže III., 2012–2013
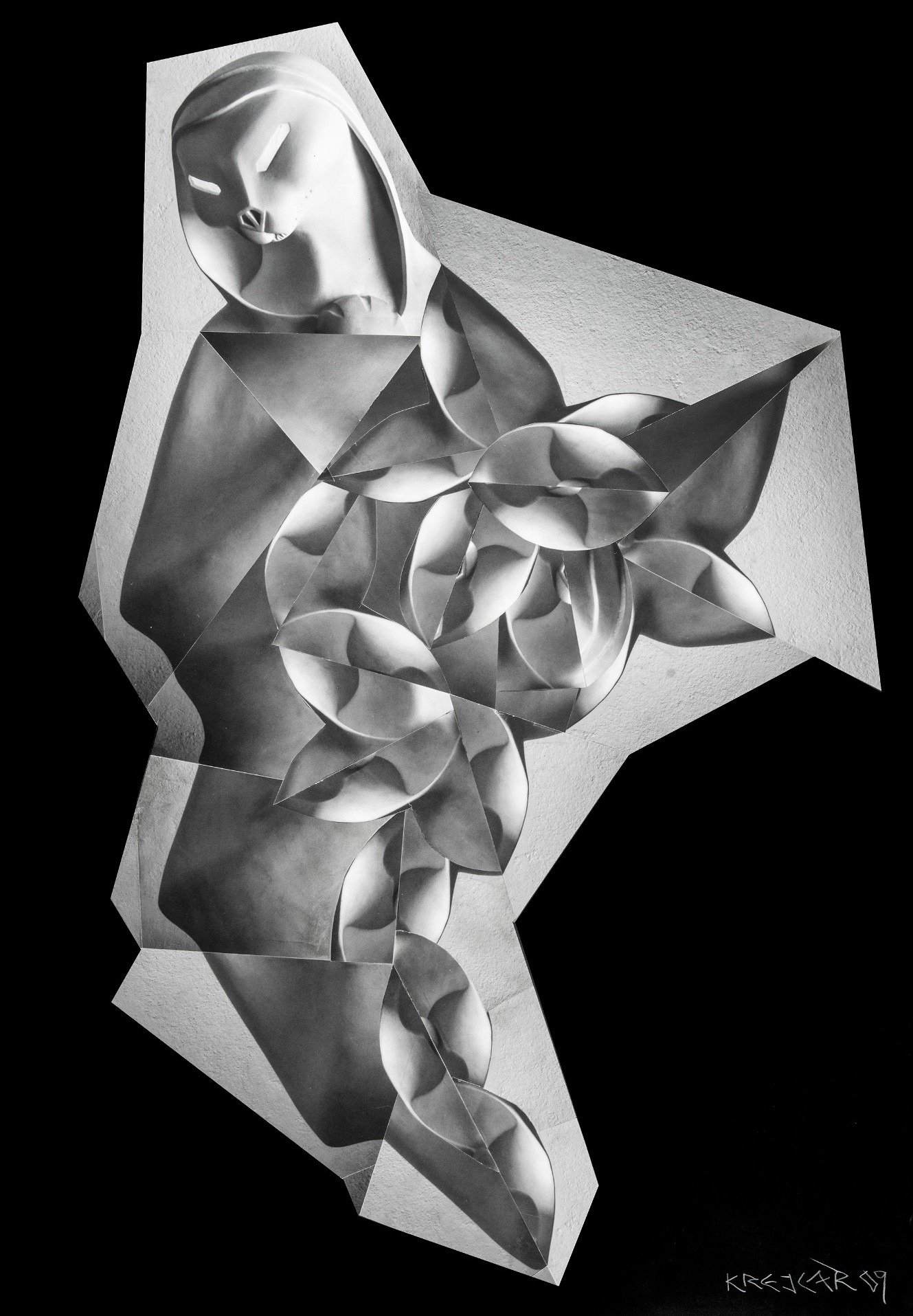
(Madonny) – Koláže (II), 2007–2008
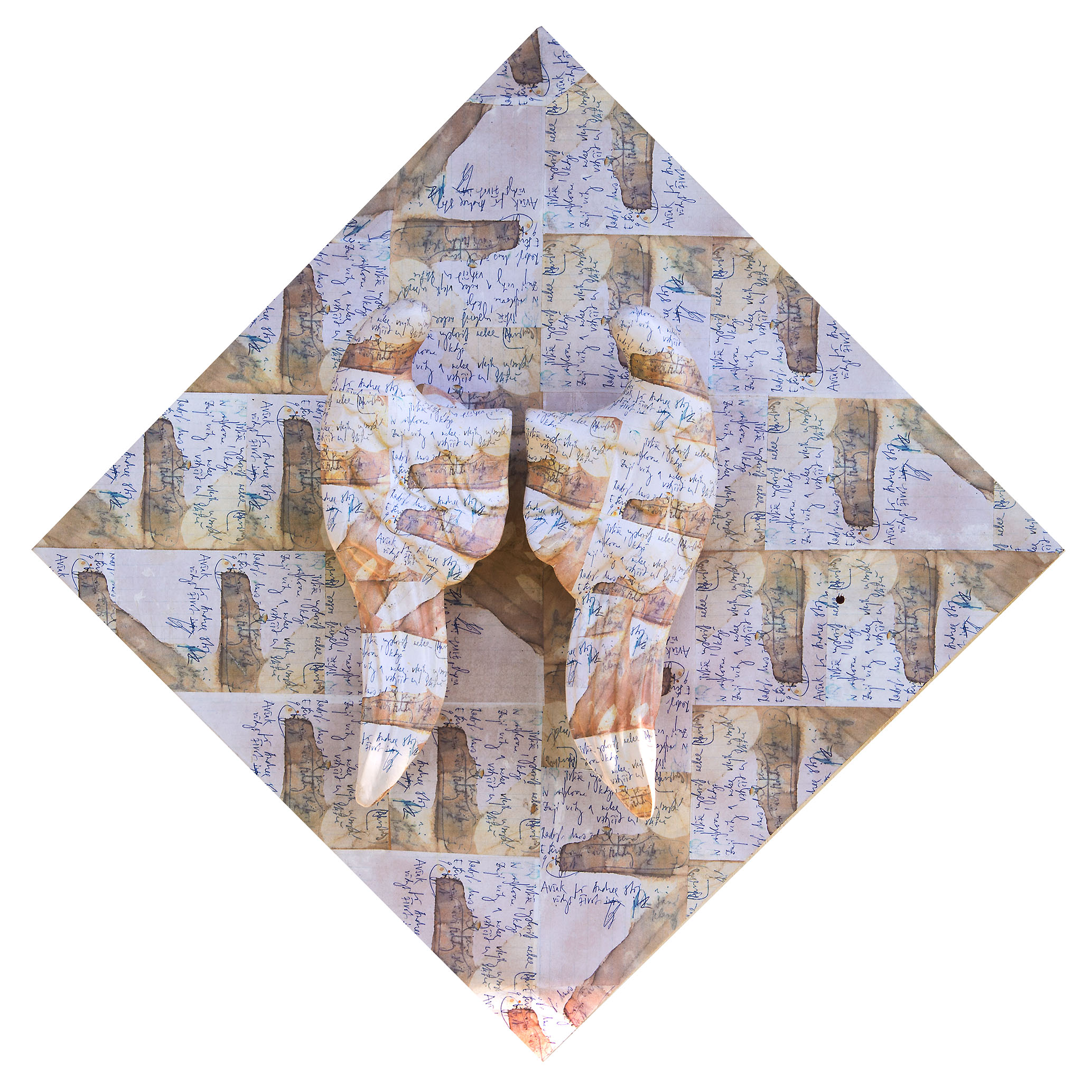
Na křídlech III., 2012–2013
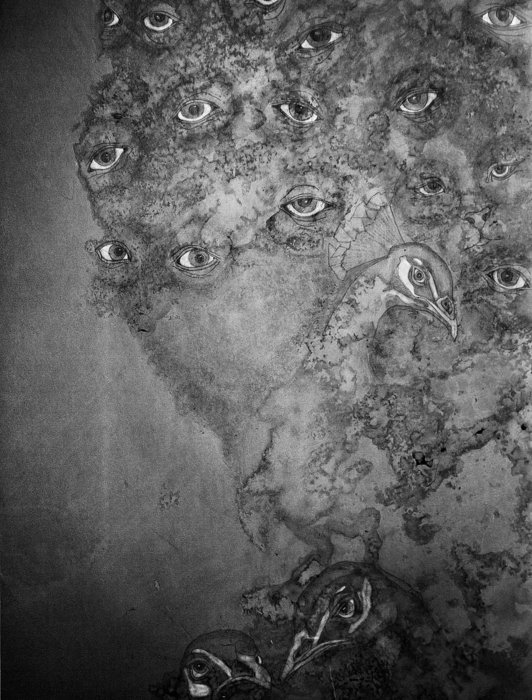
ilustrace ke knize Ochranný dohled, k básni 21. 7. 85 I
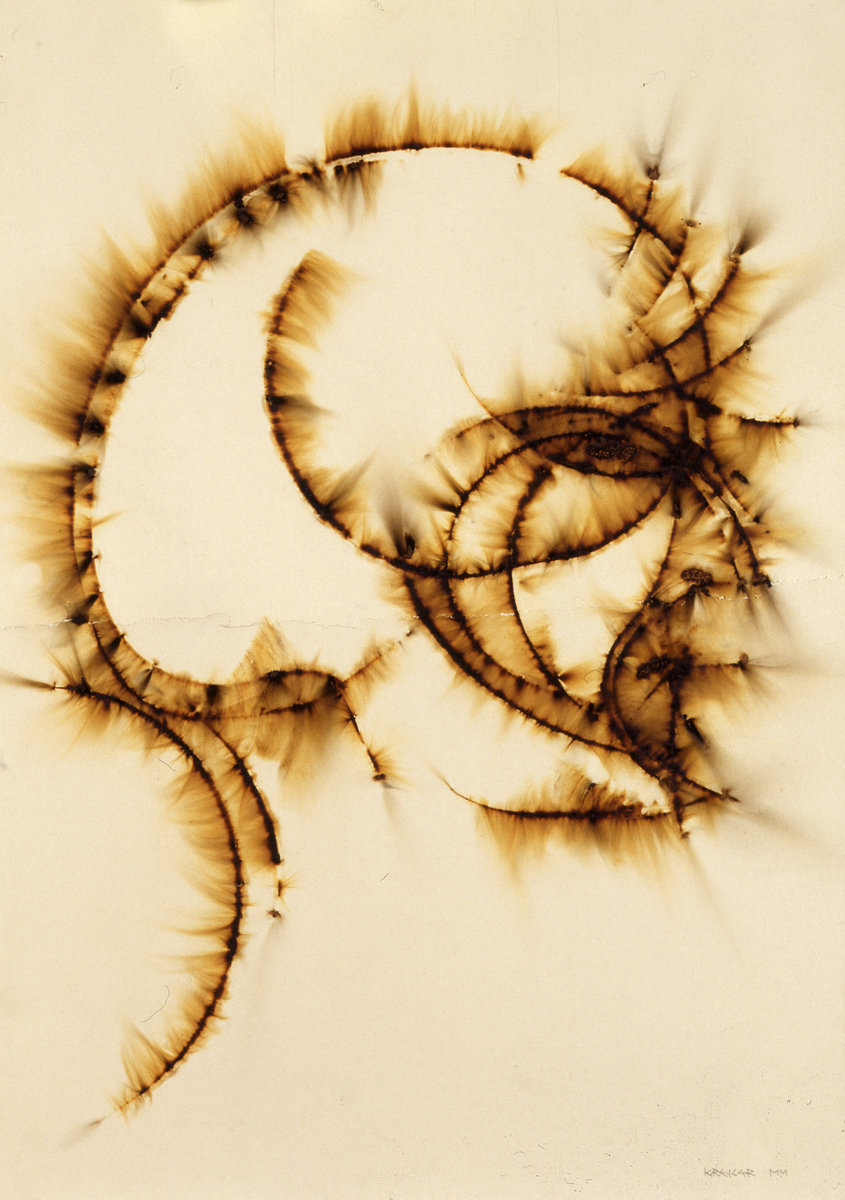
Z cyklu Hlavy (I), papírová lepenka, zápalné šňůry 100 x 70 cm, 2000
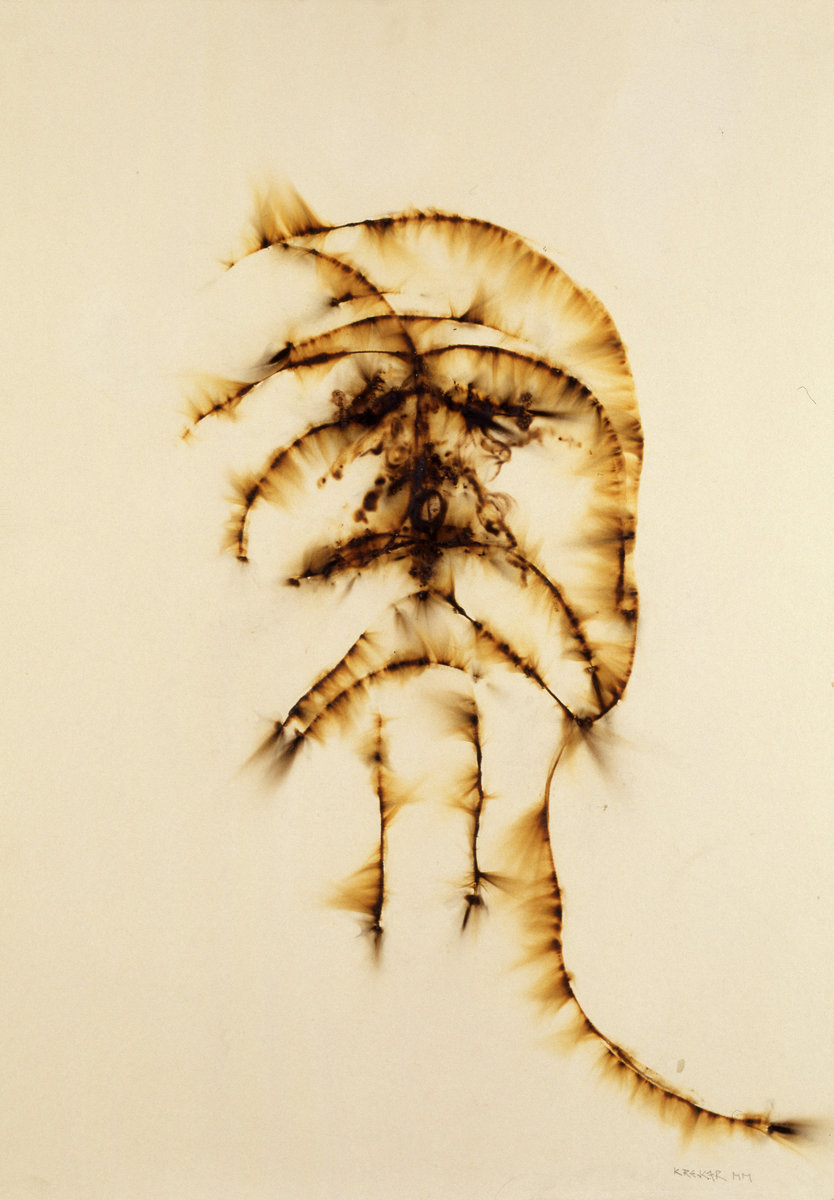
Z cyklu Hlavy (X), 2000
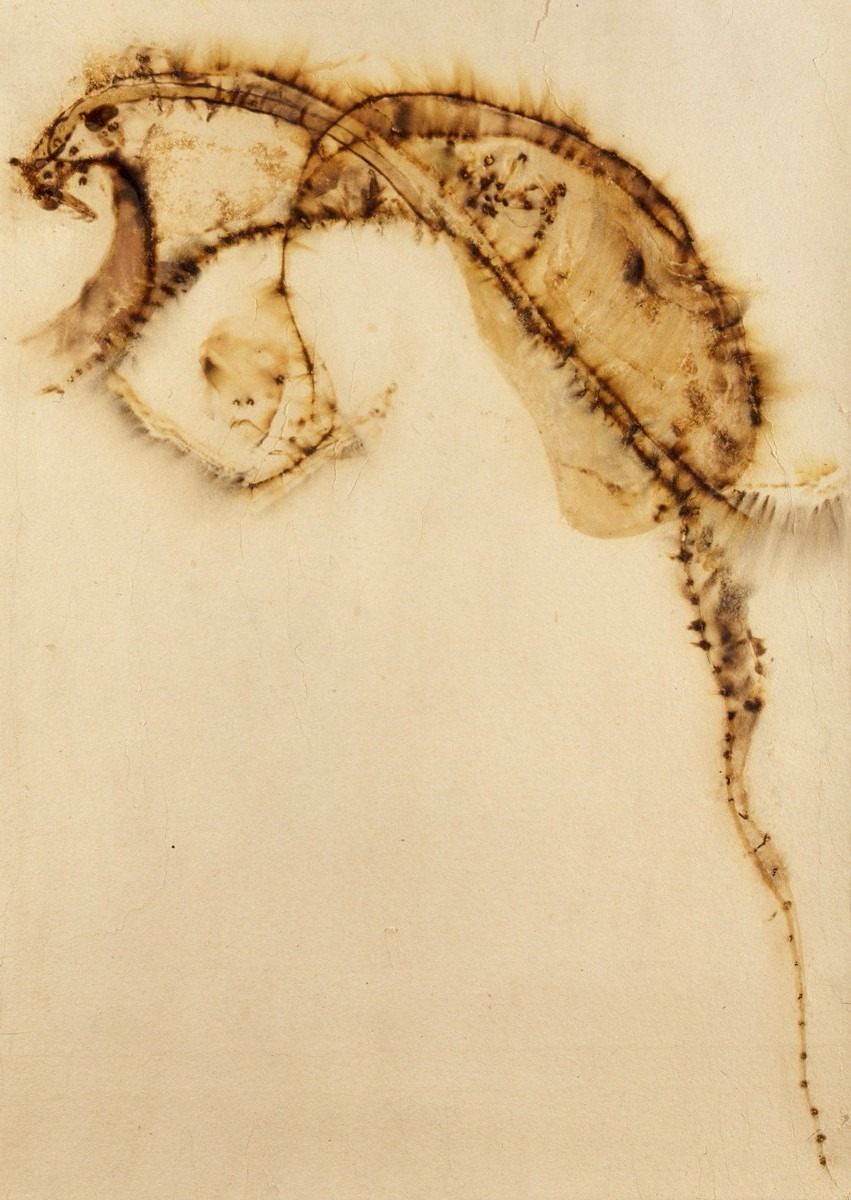
Z cyklu Zvířata (IV), 2000
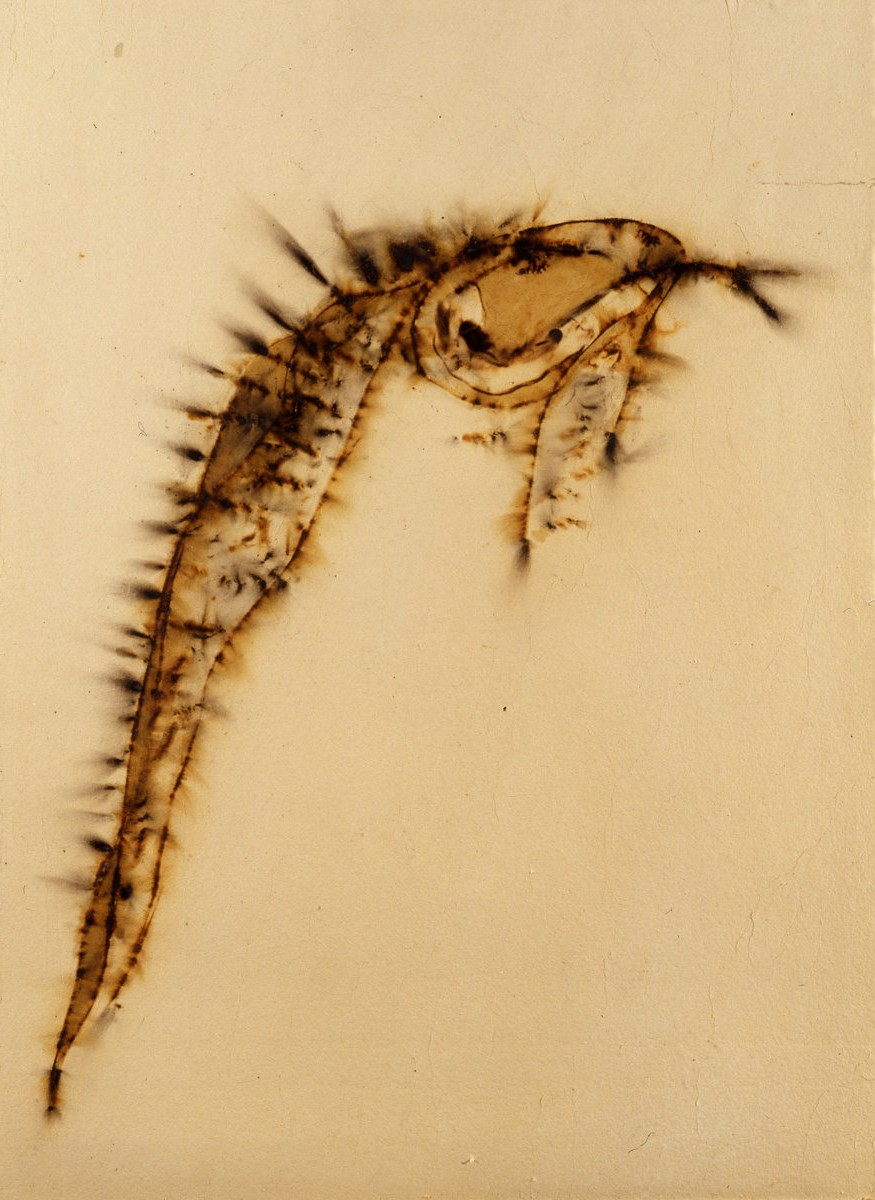
Z cyklu Zvířata (VI), 2000

### Ilustrace
- Vratislav Brabenec, Vážený pane K, nakl. Maťa 2001
- Ivan Martin Jirous, Rattus norvegicus, Vetus Via 2004 (obálka)
- Ivan Martin Jirous, Magorův noční zpěv, nakl. Maťa 2013
- Ivan Martin Jirous, Akrostichy, nakl. Maťa 2015
- Ivan Martin Jirous, Rok krysy, nakl. Maťa 2016
- Ivan Martin Jirous, Ochranný dohled, nakl. Maťa 2017
- Ivan Martin Jirous, Magorův ranní zpěv, Magorova Děťátka, nakl. Maťa 2018

### Výstavy (výběr)

#### Autorské
- 1985 Pantherie, PKO Pardubice
- 1990 Česká alternativa, Hapestetika, ÚLUV Praha
- 1994 142, Galerie R, Praha
- 2000 Krajiny paměti, Galerie Mánes, Praha
- 2000 Dva horizonty, Galerie FONS firmy STAPRO s.r.o., Pardubice
- 2002 Divočina – příroda, duše, jazyk, Galerie Klatovy / Klenová
- 2003 Lesní hřbitovy, Kostel sv. Ducha, Galerie výtvarného umění v Mostě
- 2003 Objekty, reliéfy a kresby, Galerie Střepy, Brno
- 2003 Sen o krajině, Skleněná bižuterie, Brno
- 2006 Voko bere, Divadlo 29, Pardubice
- 2007 Mezi nebem a zemí, Městská galerie Hasičský dům, Telč
- 2009 Bůh je šelma kočkovitá, Galerie Smečky, Praha[14]
- 2011 Madony, jednodenní výstava v divadle Archa, Praha (24. 11. 2011)
- 2012 Magorovy akrostichy, jednodenní výstava v divadle Archa, Praha (8. 11. 2012)
- 2013 Sypaný obrazy a jiný vykopávky, Galerie Millennium, Praha
- 2013 Tváře ohně, Knihovna Václava Havla, Praha
- 2015 Skelety ve zdi / Torza paměti, Galerie Nov, Pardubice[15]
- 2016 Na křídlech, Galerie Velryba, Praha[16]

#### Společné
- 1985 Klub kultury Pardubice (spolu s J. Richtrem)
- 1986 A4, Galerie H, Kostelec nad Černými lesy
- 1987 Out of Eastern Europe, Private Photography, MIT Committee on the Visual arts, Massachusetts USA
- 1988 Humor '88, Kresby, obrazy, plastiky, objekty, Galerie moderního umění v Hradci Králové, Horácká galerie v Novém Městě na Moravě
- 1990 Obrazy a plastiky, Nápravně výchovný ústav Valdice
- 1990 Krejcar Meister Nepraš Steklík, Regionální muzeum Kolín
- 1991 Tschechische Kunst im Haus Greiffenhorest, Krefeld, Německo
- 1991 Východočeská galerie Pardubice
- 1992 Galerie Pecka, Praha
- 1994 Chambre de Commerce et Industrie, Strasburg, Francie
- 1994 Los Angeles Museum, USA
- 1995 Archa, Zlín
- 1999 Galerie U slunce, Heřmanův Městec
- 2007 5 let po povodni, Výběr z díla českých a slovenských sochařů, Galerie Millennium, Praha
- 2010 Česká koláž ze sbírky Pražské plynárenské, Galerie Smečky, Praha
- 2012 XX. letní keramická plastika / Summer Exhibition of Ceramic Sculpture, Galerie Klatovy / Klenová
- 2012 Vanitas vanitatum et omnia vanitas / Marnost nad marnost, všechno je marnost, Galerie Millennium, Praha

### Hudební texty
- 2009 CD Lesní hřbitovy, Guerilla Records
- 2010 DVD lesní hřbitovy, Guerilla Records[17][18]
- 2013 Mezi nebem a zemí, Guerilla Records

### Katalogy
- Libor Krejcar: 142, text Jan Rous, Galerie R, Praha 1994
- Libor Krejcar: Krajiny paměti – Landscapes of memory, texty Vratislav Brabenec a kol., 77 s., Gallery, spol. s r.o. (Jaroslav Kořán), Praha 2000
- Libor Krejcar: Dva horizonty, text Marie Bergmanová, Galerie FONS firmy STAPRO s.r.o., Pardubice 2000
- Libor Krejcar: Lesní hřbitovy, texty Ivan Martin Jirous, Petr Svoboda, Galerie výtvarného umění v Mostě 2004
- Libor Krejcar: Mezi nebem a zemí, text Ivan Martin Jirous, 12 s., Městská galerie Hasičský dům, Telč 2007
- Libor Krejcar: Bůh je šelma kočkovitá, text Františka Jirousová, 16 s., Gallery, spol. s r.o. (Jaroslav Kořán), Praha 2009

### Ostatní
- Česká koláž. Sbírka pražské plynárenské, text Jiří Machalický, Gallery (Jar. Kořán) Praha 2010
- Jan Rous: Kočky strážci Libora Krejcara, Playboy, leden 1994, roč. 4
- Antonín Šimek: Mezi šklebem a pokorou, Revolver Revue, říjen 1993
- Hapestetika, kat. výstavy, ÚLUV Praha 1990
- Out of Eastern Europe, Private Photography, MIT Committee on the Visual Arts, Massachusetts 1987